# Пояснювальна сила теорії

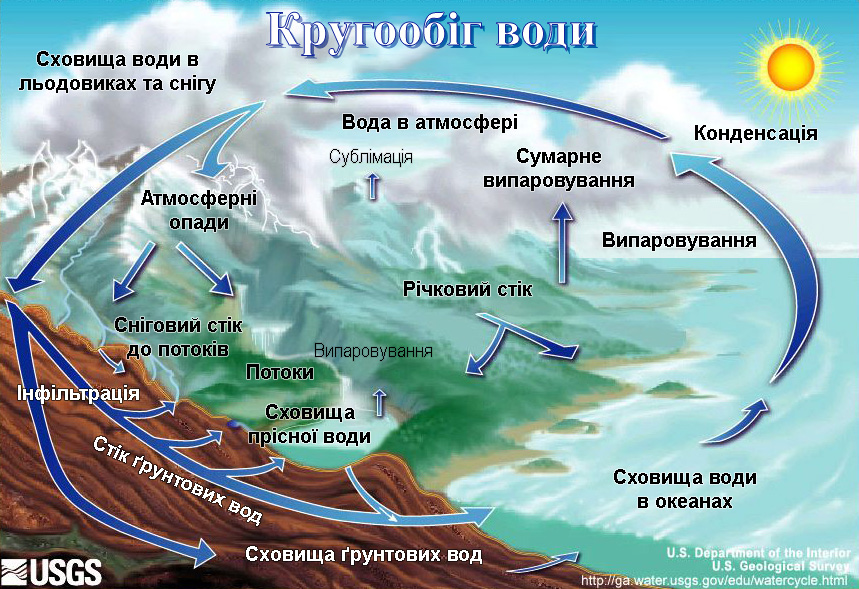
Кругообіг води в природі — приклад теорії з високою пояснювальною силою

Пояснювальна сила — це здатність теорії повно і точно описувати власний об'єкт. Одним з головних критеріїв пояснювальної сили є передбачальна сила, тобто вважається, що з двох теорій зі спільним об'єктом більшу пояснювальну силу має та, в рамках якої можна скласти більш точний і достовірний прогноз.
На думку фізика-теоретика Девіда Дойча, пояснювальна сила належить до найважливіших критеріїв якісної теорії, поряд з передбачальною силою, фальсифіковністю і неприйняттям «аргументу до скромності». Критерій пояснювальної сили дозволяє виявити неякісні теорії, багаті гіпотезами ad hoc, які з цієї причини не задовольняють у повній мірі критерію фальсифіковності. Якісна ж теорія, за Дойчем, містить велику кількість узгоджених одна з одною деталей, так що неможливо довільно змінити жодну з них, не зруйнувавши їх взаємозв'язок.